# 八代村 (富山県)
八代村（やしろむら）は、かつて富山県氷見郡にあった村。現在の氷見市北西部の八代地区にあたる。
村名の由来は、中世以来の地域名称であった八代谷、八代荘、八代組などに基づく。

## 沿革
- 1889年（明治22年）4月1日 - 町村制の施行により、射水郡磯辺村、吉滝村、針木村、胡桃原村（現在は「胡桃」）、国見村、小滝村及び角間村の区域をもって、射水郡八代村が発足する。
- 1896年（明治29年）3月29日 - 郡制の施行のため、射水郡の区域から分立して、氷見郡が発足により、氷見郡に所属となる。
- 1952年（昭和27年）8月1日 - 氷見郡氷見町に編入する。同日、氷見郡氷見町は市制施行して、氷見市となる。

## 歴代村長
出典→
1. 加藤勘平（1889年7月18日 - 1890年4月19日）
2. 岩上茂右衛門（1890年5月2日 - 1894年5月1日）
3. 岩上茂右衛門（1894年5月2日 - 1898年5月1日）
4. 岩上茂右衛門（1898年5月2日 - 1902年5月1日）
5. 国雲弥三郎（1902年5月2日 - 1904年7月2日）
6. 上森甚太郎（1904年7月19日 - 1908年7月18日）
7. 上森甚太郎（1908年7月24日 - 1908年12月30日）
8. 谷中直平（1909年11月2日 - 1910年1月23日）
9. 加藤次作（1910年1月29日 - 1910年5月1日）
10. 上森甚太郎（1910年5月28日 - 1911年7月6日）
11. 向沢謙三（1911年7月25日 - 1914年7月2日）
12. 山本喜作（1914年7月28日 - 1914年12月16日）
13. 丸山清治（1915年2月12日 - 1916年3月11日）
14. 上森甚太郎（1916年4月14日 - 1920年4月13日）
15. 上森甚太郎（1920年4月21日 - 1924年4月20日）
16. 上森甚太郎（1924年6月5日 - 1924年11月30日）
17. 寺田嘉治（1924年12月13日 - 1925年9月17日）
18. 多胡国衛（1925年10月10日 - 1929年10月9日）
19. 岩上敬一（1929年10月10日 - 1932年11月2日）
20. 岩上敬一（1932年11月25日 - 1936年11月24日）
21. 岩上敬一（1936年12月4日 - 1937年2月22日）
22. 丸山長吉（1937年3月1日 - 1941年2月28日）
23. 国雲二郎（1941年3月1日 - 1943年2月28日）
24. 加藤清二（1943年3月8日 - 1946年12月24日）
25. 滝高政之（1947年4月5日 - 1951年4月4日）
26. 国雲竜雄（1951年4月23日 - 1952年7月31日）